# 마쓰나가씨
마쓰나가 씨(일본어: 松永氏 마쓰나가시[*])는 일본의 씨족명이다. 야마토국의 센고쿠 다이묘로 활동한 마쓰나가 히사히데가 출신 저명인물이다.

## 야마토 마쓰나가 씨
마쓰나가 씨는 다케우치노 스쿠네의 16세손 키 아손 신즈이가 와카사국의 국사로 임명되어 와카사 국 오뉴 군의 마쓰나가 장에서 마쓰나가를 칭한 것이 그 시조라고 한다. 이에 따르면 마쓰나가 씨는 기 씨의 지류가 된다. 그러나 센고쿠 다이묘 마쓰나가 히사히데는 후지와라씨 또는 미나모토 씨를 자칭했다. 다자이후의 속원 오쿠라 씨계 하라다 씨의 후예라는 얘기도 있고 불확실하다.
야마토 마쓰나가 씨는 의 중시조인 히사히데는 출신이 미상으로 되어 있지만 최근 연구에서는 야마시로국 이와시미즈 하치만 궁 부근의 종족일 가능성이 지적된다. 따라서 역시 야마시로 국 출신으로 미노국을 집어삼킨 사이토 도산과 구면이었다는 설도 있다.
히사히데는 호소카와씨를 모시고 있던 미요시 나가요시의 우필이 되었고, 교토 봉행에서 미요시씨의 재상이 된다. 군사 및 축성에서 활약하여 야마토 국을 원정, 다몬 산성을 쌓고 에이로쿠 3년(서기 1560년)에는 부신 주제에 주가인 미요시와 마찬가지로 무로마치 막부의 쇼반슈에 들기도 했다. 동생 나가요리도 군인으로 활약해 단바국을 다스리게 되었다.
에이로쿠 4년(1561년)부터 에이로쿠 7년(1564년)에 걸쳐 미요시 씨의 중요 인물들이 줄줄이 사망했는데, 히사이데가 독살한 것이라는 설이 있다. 1564년 나가요시가 사망하자 이듬해인 에이로쿠 8년(1565년)에는 제13대 정이대장군 아시카가 요시테루를 살해한다(에이로쿠의 변). 이후 에이로쿠 11년(1568년) 요시테루의 동생 요시아키를 새 장군으로 옹립한 오와리국의 오나 노부나가가 상경하자 히사히데는 명기 쓰쿠모나스를 노부나가에게 진상하고 항복, 그 가신이 되었다.
노부나가는 장군을 허수아비로 삼아 기나 국에서의 영향력을 강화하지만, 겐키 연간 노부나가와 요시아키는 적대하게 되고 요시아키는 아자이 나가마사, 아사쿠라 요시카게, 이시야마 혼간지 등의 기나 세력을 포섭하고 가이국의 다케다 신겐을 끌어들여 노부나가 포위망을 형성한다. 겐키 4년(서기 1573년) 신겐의 급사에 따라 다케다 씨가 물러나고 노부나가는 나머지 반 노부나가 세력을 격파했다. 요시아키가 교토에서 추방되어 무로마치 막부는 멸망, 히사히데는 다시 노부나가에게 신종했다.
덴쇼 연간, 아키국의 모리 데루모토에게 망명한 요시아키가 다시 반 노부나가 세력을 규합하자 덴쇼 5년(서기 1577년) 에치고의 우에스기 겐신이 이에 호응하자 히사히데는 이 틈을 타 노부나가를 배신한다(시기 산성 공성전) 그러나 오다 군은 데토리 강 전투에서 우에스기 군에게 패했지만 충분한 예비대를 남겨두고 있었기에 히사히데는 각개격파 전략을 취한 오다 군에게 어이없이 무너진다. 히사히데는 노부나가가 전부터 탐내던 다기 고텐묘히라구모를 끌어안고 폭사했다고 전한다. 히사히데의 적남 히사미치도 자살하여 센고쿠 다이묘로서의 마쓰나가 씨는 완전히 멸망했다.
히사히데의 아들 중 출가하여 방랑하던 에이타네는 목숨을 건졌고, 에이타네의 아들 데이토쿠는 하이쿠 시인으로 이름을 남긴다.

## 스루가 마쓰나가 씨
도요하라 아손의 일족으로 스루가국을 근거지로 했다. 센고쿠 시대에 이마가와 씨의 가신단에서 활동한 마쓰나가 友貞가 있다.

## 미카와 마쓰나가 씨
미카와국을 발상지로 하며 후지와라씨가 선조라고 자칭했다.
마쓰나가 다이라사에몬(松永平左衛門)이 마쓰다이라 기요야스를 섬기고 아들 겐조(源蔵)도 마쓰다이라 모토야스를 섬겼지만 1573년 미카타가하라 전투에서 죽었다. 그 뒤로도 에도 막부를 섬기다가 단절되었다.

## 오다 마쓰나가 씨
오와리국의 센고쿠 다이묘 오다씨의 일족으로, 오다 노부야스의 서자 오다 노부시부가 도쿠가와 이에야스를 섬기고 게이초 3년(서기 1598년)에 이에야스에게 마쓰나가 성을 부여받음으로써 마쓰나가 사부로 노부시부(松長三郎信正)를 칭하게 되었다.